# ストラルスンド封鎖
ストラルスンド封鎖（ストラルスンドふうさ、英語: Blockade of Stralsund）は七年戦争中、プロイセン軍がスウェーデン領ポンメルンの首都ストラルスンドの駐留軍を攻撃した戦闘。ストラルスンド港を正式に包囲する代わりにプロイセン軍は陸上のみ包囲して海上は封鎖にとどまった。プロイセン海軍が貧弱だったため海上封鎖は失敗に終わり、陸軍も撤退して他の戦場へと移った。

## 背景
スウェーデンは1757年にフランス、ロシア、オーストリア、ザクセンの同盟に参加して七年戦争に参戦した。同年秋、プロイセン軍が他の戦場で釘付けになっている隙をついて、スウェーデン軍は南下してポンメルンの大半を占領した。しかし、グロース＝イェーゲルスドルフの戦いの後にロシア軍が東プロイセンから撤退すると、プロイセン王フリードリヒ2世はハンス・フォン・レーヴァルト将軍に西のシュテッティンへ移動させてスウェーデン軍に挑むよう命令した。プロイセン軍は装備も練度もスウェーデン軍より上であり、即座にスウェーデン軍をスウェーデン領ポメラニアへ追い返し、さらにアンクラムとデミーンまで占領してスウェーデン軍をストラルスンドとリューゲン島に追い詰めた。スウェーデン側は指揮官をフレドリク・フォン・ローセンに交代した。

## 封鎖
ストラルスンドが降伏しなかったため、プロイセン軍が攻め落とすには海軍の支援が必要だった。このためフリードリヒ2世は同盟国のイギリスにバルト海へ艦隊を派遣するよう何度も要請したが、宣戦布告していないスウェーデンとロシアとの争いに巻き込まれたくないイギリスは「戦艦は他の戦場でも必要なので」と丁重に断った。イギリス海軍が支援しなかったことはプロイセンの敗因となった。
封鎖の間、プロイセンはスウェーデン領ポンメルンの占領地から兵士を強制徴募した。スウェーデンは戦意が低かったため、フランスはスウェーデンに撤退されないよう補助金を出した一方、スウェーデンの長年の宿敵だったデンマークにもプロイセン側で参戦しないよう補助金を支払った。

## その後
1758年の戦役が始まると、ストラルスンドを包囲していたプロイセン陸軍は南下してロシア軍の対処にあたる必要があったため撤退した。包囲はここに終了したが、スウェーデン軍はプロイセン軍が1759年のクネルスドルフの戦いで大敗して他の戦場で釘づけにされるまで攻勢に出なかった。9月にようやく戦闘を再開したスウェーデン軍はフリシェス潟の海戦で勝利したが、その後は戦果に乏しく、1762年にロシアが離脱するとスウェーデンはハンブルク条約でプロイセンと講和した。